# شور (ترانه سامانتا سنگ)
«شور» (به انگلیسی: Emotion) ترانه‌ای سرودهٔ بَری و رابین گیب است که اولین‌بار در سال ۱۹۷۷ توسط سامانتا سنگ اجرا شد. بی جیز هم نسخهٔ خودشان از این قطعه را ضبط کرده‌اند که در آلبوم آهنگ‌های عاشقانه (۱۹۹۴) و یک آلبوم برگزیدهٔ آثار در سال ۲۰۰۱ منتشر شده‌است. همان سال دستینیز چایلد نسخهٔ دیگری از «شور» را ضبط کردند که به یک موفقیت بین‌المللی بدل شد.
در نسخهٔ اصلی «شور»، خود بَری گیب با فالستوی همیشگی‌اش، آواز سامانتا سنگ را همراهی می‌کند. این تنها ترانهٔ موفق سامانتا سنگ بود که در زمان انتشارش در ایالات متحده تا ردهٔ سوم بیلبورد هات ۱۰۰ صعود کرد.
راب شفیلد در رولینگ استون «شور» را «یک آهنگ عالی که هرگز از مُد نمی‌افتد» توصیف کرده‌است.

## موقعیت در چارت‌های موسیقی
| چارت (۱۹۷۷–۱۹۷۸)                                 | بالاترین جایگاه |
| ------------------------------------------------ | --------------- |
| استرالیا (کنت میوزیک ریپورت)                     | ۲               |
| کانادا تک‌آهنگ‌های برتر آرپی‌اِم                     | ۱               |
| جدول بزرگسالان معاصر مجلهٔ آرپی‌اِم کانادا          | ۳               |
| جدول تک‌آهنگ‌های ایرلند                            | ۹               |
| ۴۰ آهنگ برتر هلند                                | ۳۲              |
| جدول رسمی موسیقی نیوزیلند                        | ۱               |
| سوئد                                             | ۱۸              |
| جدول تک‌آهنگ‌های بریتانیا                          | ۱۱              |
| ایالات متحدهٔ آمریکا بیلبورد هات ۱۰۰              | ۳               |
| ایالات متحدهٔ آمریکا تاپ ۱۰۰ کَش‌باکس               | ۱               |
| ایالات متحدهٔ آمریکا بزرگسالان معاصر مجلهٔ بیلبورد | ۵               |

| چارت (۱۹۷۸)                  | رده |
| ---------------------------- | --- |
| استرالیا                     | ۱۳  |
| کانادا                       | ۱۹  |
| زلاندنو                      | ۲۰  |
| بریتانیا                     | ۶۰  |
| بیلبورد هات ۱۰۰ ایالات متحده | ۱۴  |
| کَش‌باکس ایالات متحده          | ۸   |